# JAG
JAG - Judge Advocate General (JAG - Juiz Advogado Geral e também conhecido por JAG - Ases Invencíveis) é uma série americana de aventura e drama, produzida por Donald Bellisario. A série teve 10 temporadas com 227 episódios produzidos, iniciando em 1995 e sendo encerrada em 2005. A série ganhou diversos prêmios e foi visto por mais de 100 países.
A série também gerou o spin-off de grande sucesso NCIS em um duplo episódio da oitava temporada de JAG.

## Sinopse
A série é centralizado no Capitão de Corveta Harmon "Harm" Rabb Jr. (David James Elliott) e na Tenente Coronel do Corpo de Fuzileiros Navais, Sarah "Mac" Mackenzie (Catherine Bell). A história tem início após Rabb sofrer um acidente de avião, é transferido para o Corpo Geral de Advogados e Juízes da Marinha, o JAG: Judge Advocate General, onde passa a defender, investigar com a mesma ousadia e persistência que fazia nos tempos em que ele era piloto. Ao mesmo tempo tenta descobrir o que aconteceu com seu pai que desapareceu sem deixar vestígios.

## Elenco
- David James Elliott como Cmdr. Harmon 'Harm' Rabb
- Catherine Bell como Lt. Col. Sarah 'Mac' MacKenzie
- Patrick Labyorteaux como "Bud" Roberts
- Karri Turner como Harriet Simms
- Scott Lawrence como Sturgis Turner
- Trevor Goddard como Mic Brumby
- Tracey Needham como Meg Austin
- W.K. Stratton como Teddy Lindsey
- Andrea Thompson como Allison Krennick
- Steven Culp como Clayton Webb
- Chuck Carrington como P.O. Tiner
- Randy Vasquez como Victor Galindez
- Nanci Chambers como Lauren Singer
- Tamlyn Tomita como Tracy Manetti

## Produção
A série foi baseada inicialmente em dados dos militares de apoio de Hollywood, usando como fundo outros filmes conhecidos, incluindo Top Gun, The Hunt for Red October e Clear and Present Danger. Pouco tempo depois o Departamento de Defesa reconheceu os valores positivos da série e garantindo seu apoio militar, inclusive permitindo aos produtores acesso as instalações militares e seus equipamentos.
A série foi tão bem recebida pelos militares que é talvez, uma das únicas séries de televisão que foi oficialmente aprovada pela US Navy (Marinha dos Estados Unidos) e US Marine Corps (Corpo de Fuzileiros Navais dos Estados Unidos).
JAG - Ases Invencíveis incorpora desde o princípio ações militares em missões como por exemplo na Guerra da Bósnia, no ataque da Destructor Cole, os atentados de 11 de setembro de 2001 e a Guerra seguinte contra o terrorismo. Durante os Ataques de 11 de setembro a série obteve sua maior audiência, chegando ao décimo posto. 
O personagem de Elliott chega ao posto de capitão somente no último episódio, quando é designado como Auditor Geral para a Europa, em Londres. A obvia atração que existe o Capitão e a Coronel não permitem que ela afete suas relações profissionais, que é um tema recorrente também desta série, a não ser no último episódio onde acontece o casamento entre ambos. David James Elliot interpretou o papel de Rabb desde o início da série, sua companheira original era a Tenente Caitlin Pike, interpretada por Andrea Parker, que abandonou a série para protagonizar a série The Pretender e foi substituída por Catherine Bell. 
O Tenente-Comandante Bud Roberts (Patrick Labyorteaux), o advogado júnior e sua esposa a Tenente Harriet Sims (Karri Turner) a ajudante administrativa, mantêm o escritório unido. Também a rudeza de Bud, tanto física como verbal, juntamente com a natureza maternal de sua esposa, são uma fonte habitual de situações cômicas. A atriz Nanci Chambers, esposa na vida real de David James Elliott, interpreta Loren Singer, uma vilã odiosa de grande aclamação. Singer tem uma personalidade sociopática que conspira constantemente para promover continuamente sua ambição a todos que a rodeiam. Outros personagem como o Almirante Al Brovo (Kevin Dunn) participou apenas da primeira temporada, bem como o Comandante Theodore "Teddy" Lindsey (W.K.Stratton). O Contra-Almirante Albert Jethro "AJ" Chegwidden (John M.Jackson) participou da segunda até a nona temporada e o Major-General Gordon Cresswell (David Andrews) surgiu somente na décima temporada.
Apesar de várias temporadas e uma boa audiência, JAG teve uma modesta quota de episódios se comparadas as outras séries contemporâneas como Alias, 24 e Sex and the City. Uma das explicações mais comuns entre os conservadores, é que a série tratava de temas militares e cuidava da Guerra do Vietnã de forma pejorativa. 
Em 2005, David James Elliott anunciou que ia deixar a série para iniciar outros projetos depois que os produtores não lhe ofereceram uma renovação do contrato. Introduziram-se personagens mais jovens, mas foi infrutífero e não conseguiu evitar o cancelamento. Finalmente depois de 10 temporadas foi apresentado o último episódio intitulado "Fair Winds and Following Seas" onde Mac e Harm são designados para seguir destinos diferentes, mas ao invés disso resolvem enfrentar seus sentimentos e decidem casar-se. 
O episódio finaliza com eles lançando uma moeda para decidir quem segue a carreira do outro. A decisão não é mostrada, o filme acaba mostrando apenas a cara da moeda que diz "JAG 1995-2006". No Brasil foi distribuída pela Network, com versão brasileira feita pela VTI Rio e apresentada no canal a cabo USA (2003 e 2004), Universal Channel (2004 e 2005) e alguns episódios foram apresentados ainda na televisão aberto nos finais dos anos 90 na CNT e na Rede 21.

## Prêmios e indicações

### Prêmios
ASCAP Award (ASCAP Prêmio):
- Top TV Series (2 vezes) – 2004
- Top TV Series – 2003
- Top TV Series (2 vezes) – 2000

Emmy:
- Outstanding Costuming for a Series (episode "Gypsy Eyes") – 1999
- Outstanding Costuming for a Series (episode "Cowboys & Cossacks") – 1997
- Outstanding Individual Achievement in Editing for a Series – Single Camera Production (pilot episode) – 1996

Imagen Foundation Awards:
- Primetime Television Series (episode "Retreat Hell") – 2001

TV Guide Awards:
- Favorito ator de série de drama (David James Elliott) – 2000

### Nomeações
Emmy:
- Outstanding Music Composition for a Series (Dramatic Underscore) – Steven Bramson (composer) (episode "Need To Know") – 2003
- Outstanding Music Composition for a Series (Dramatic Underscore) – Steven Bramson (music by) (episode "Adrift", part 2) – 2002
- Outstanding Cinematography for a Single Camera Series – Hugo Cortina (director of photography) (episode "Adrift", part 1) – 2001
- Outstanding Cinematography for a Single Camera Series (episode "Boomerang", part 2) – 2000
- Outstanding Cinematography for a Series (episode "Gypsy Eyes") – 1999
- Outstanding Cinematography for a Series (episode "The Good Of The Service") – 1998
- Outstanding Costuming for a Series – L. Paul Dafelmair (costume supervisor) (episode "Cowboys & Cossacks") – 1997
- Outstanding Individual Achievement in Costuming for a Series – L. Paul Dafelmair (costume supervisor) (episode "Smoked") – 1996
- Outstanding Individual Achievement in Main Title Theme Music – Bruce Broughton - 1996

American Cinema Editors, USA:
- Melhor Filme editado para comercial de televisão (o episódio piloto) – 1996

American Cinema Foundation, USA:
- Série de televisão – Drama – 2000

ACS Awards:
- Excelência em Cinematografia na Série Regular (Hugo Cortina) (episódio "Gypsy Eyes") – 1999

Cinema Audio Society, USA
- Excelência em mixagem de som para uma Série de Televisão (episódio "Gypsy Eyes") – 1999

Tim Philben (re-recording mixer)
 Ross Davis (re-recording mixer) 
Grover B. Helsley (re-recording mixer) 
Sean Rush (production mixer)
Humanitas Prize:
- 60 Minute Category (episode "Angels 30") – 1999

Motion Picture Sound Editors:
- Best Sound Editing – Television Episodic – Sound Effects & Foley – 1999

TV Guide Awards:
- Actor of the Year in a Drama Series (David James Elliott) – 2001

Young Artist Awards:
- Melhor Performance em Série de TV - Atriz Jovem Recorrente (Hallee Hirsh)  – 2004
- Melhor Performance em Série de Drama TV - Guest Starring Atriz Young (Aysia Polk) – 2000